# 一笔启上 日本最短书信馆
一笔启上 日本最短书信馆，也被稱為日本最短书信馆，是位于日本福井县坂井市丸岡町的資料館，以「一筆啓上」和「日本最短書信」為主題，由公益財團法人丸岡文化財團負責營運。
資料館為兩层樓建筑（現場被稱為三樓的樓層實際為二樓），建築面積約700平方公尺；位於一楼的常設展示室展出歷年「一筆啓上賞」的入选作品，另有企劃展示室及作為休憩用途的戶外空間－「書信之庭」，位於三樓的古城展示室除了可直接遠眺約300公尺外的丸岡城天守，也展出了丸岡城的四季景色。

## 历史
1993年開始，丸岡町公所開始每年舉辦「一筆啟上賞」的徵文活動，並將選出作品集結成書後出版。
2013年坂井市決定興建资料馆以展出一筆啟上賞歷年的作品及相關資料，最初資料館設立地點原本選定為丸冈城西侧，但是由於該地點位於過去丸岡城内堀遺址，經與当地居民討論後決定將資料館改設於丸冈城北侧的丸冈文化财团辦公室所在地；不過隔年由於在該地點挖掘出丸冈城的石垣遺跡，因此再次變更地點至位於丸岡城東北側的丸冈图书馆北侧現址。
「一筆啟上 日本最短書信館」於2015年完成，工程總經費3億6270萬日圓，並於8月23日開始對外營運。

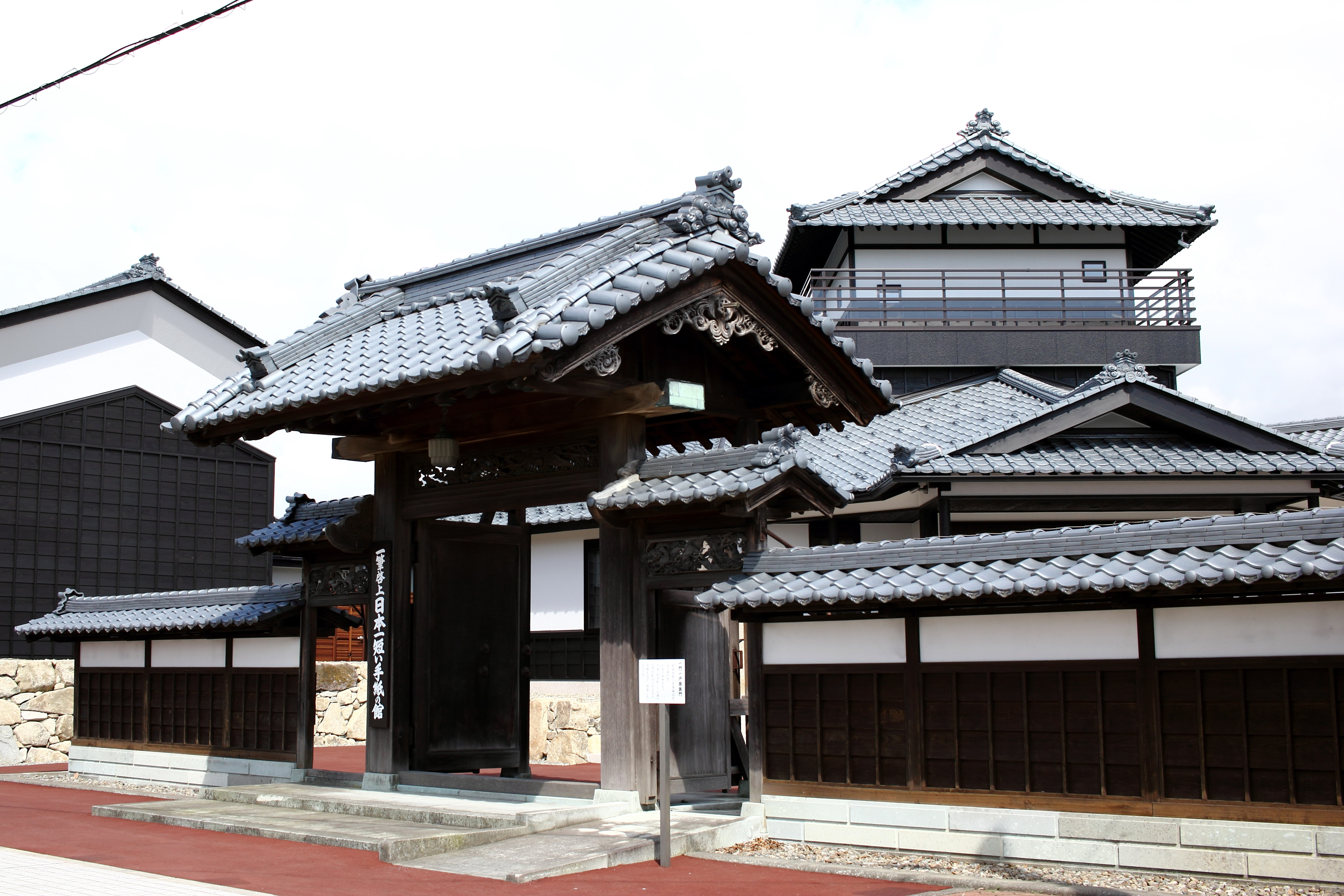
書信館正門
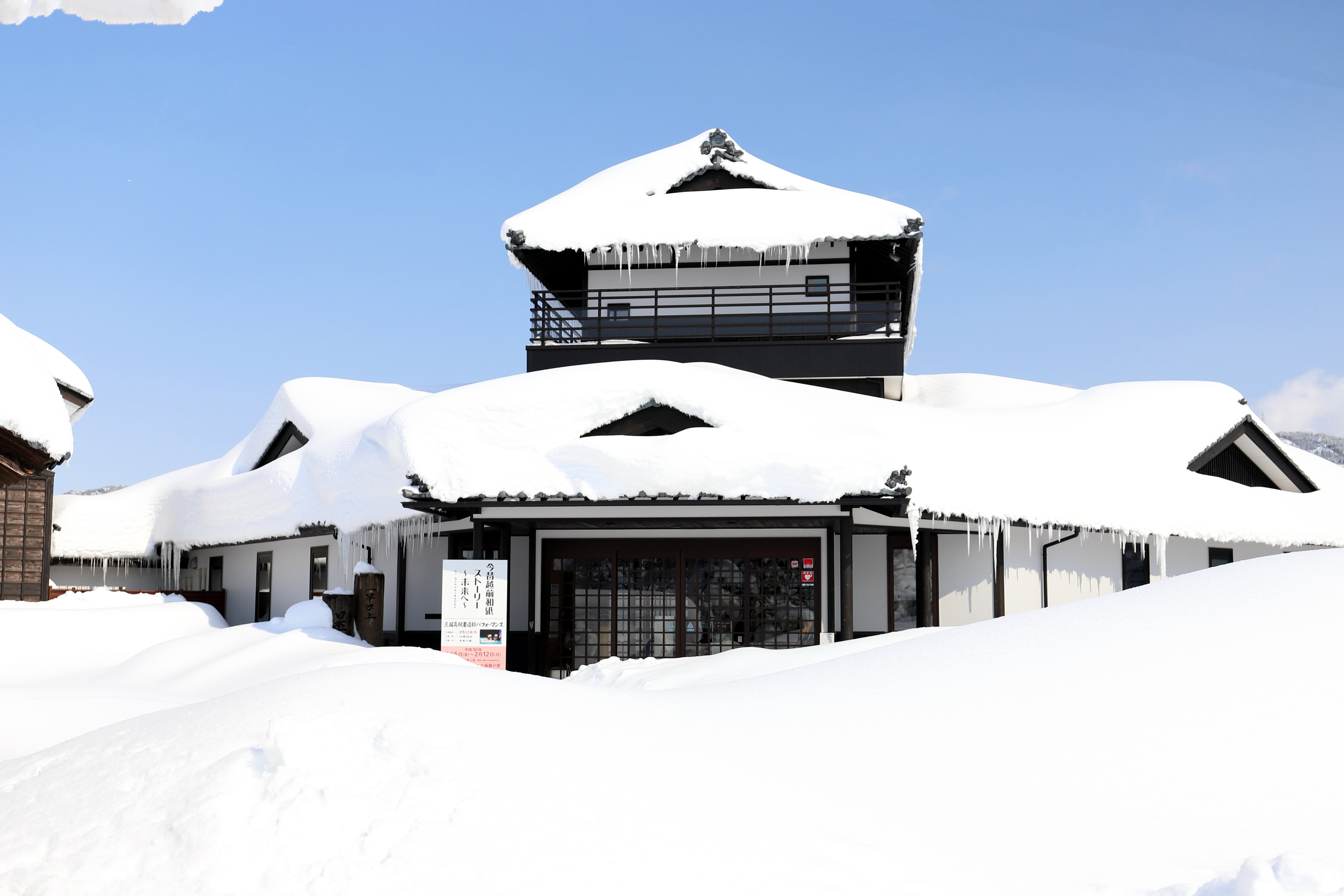
冬季的書信館
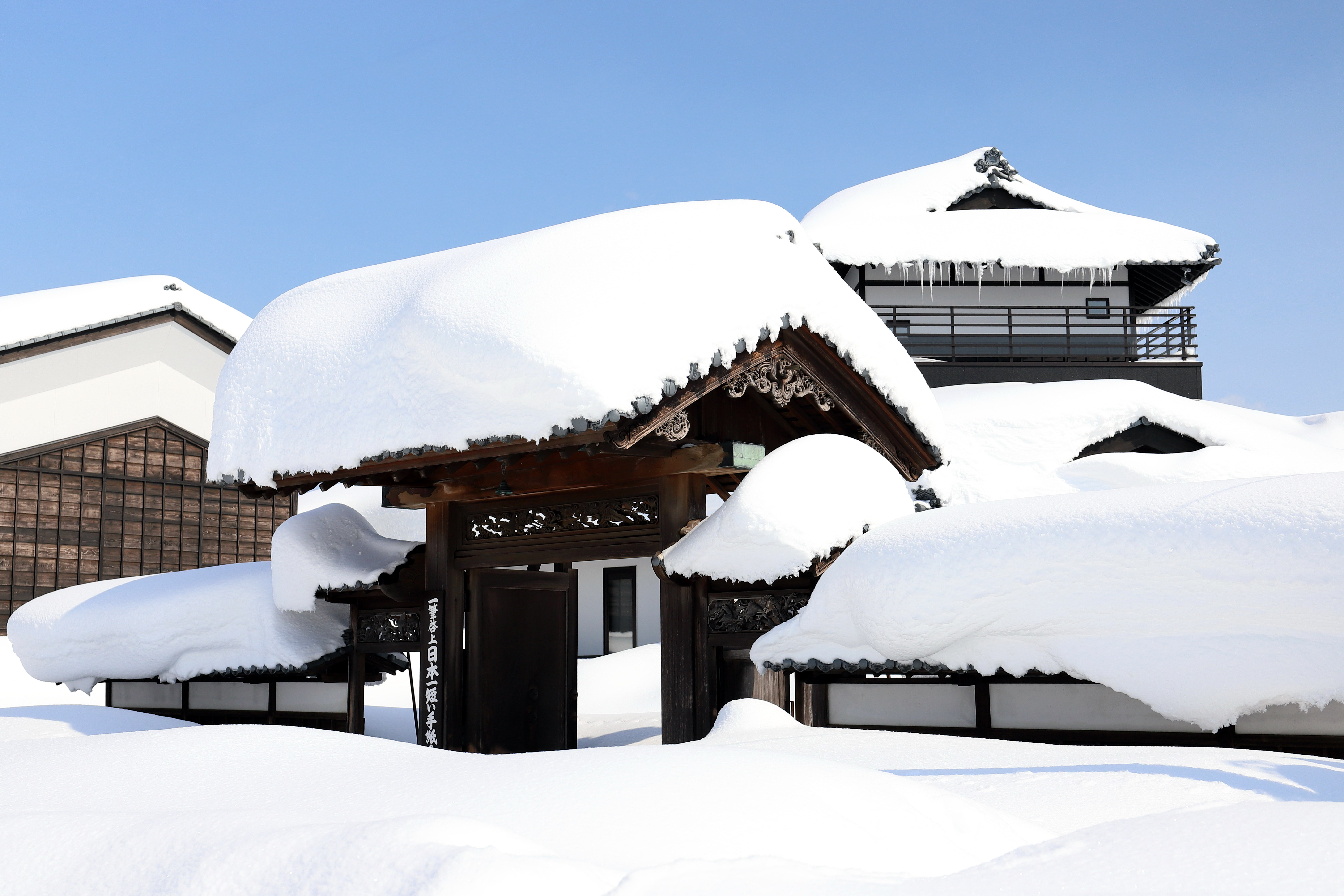
冬季的書信館正門

## 一筆啓上賞
由於丸岡藩初代藩主本多成重之父本多重次過去在1575年長篠之戰中寫家書時，僅簡短的寫了（意思為「簡單幾句 小心用火 別讓阿仙哭 把馬養肥」，其中的「阿仙」指的是其子本多成重的幼名「仙千代」），簡明扼要的內容被稱為日本最短的書信；因此1993年開始，由當時的丸岡町公所职员大廻政成提案，以簡短書信為主題開設「一筆啓上賞」，每年訂定一個主題公開徵募限制四十個字以內的文章並評選。
1994年丸岡町進一步成立了「财团法人丸冈町文化振兴事业团」負責一笔启上奖的營運，該財團後在2013年更名为「公益财团法人丸冈文化財團」。同時由於“一笔启上奖”所倡导理念為“把重要的事物 从一个人传递给另外一个人”，受到住友集團的認同，而坂井市丸岡町也正是住友集团前身住友財閥创始人住友政友的出生地；因此住友集团从1994年开始成為“一笔启上奖”的赞助商。
最初每年評選出的作品會由主辦單位集結後出版成書，直到2015年「一筆啟上 日本最短書信館」開始營運後，才有固定展出歷年選出作品的場所。

### 歷年主題
| 屆次   | 舉辦年度 | 日語部門         | 日語部門 | 英語部門          | 英語部門 |
| 屆次   | 舉辦年度 | 主题             | 投稿數   | 主題              | 投稿數   |
| ------ | -------- | ---------------- | -------- | ----------------- | -------- |
| 第1回  | 1993年   | 「母亲」         | 32,236   | 未舉辦            | 未舉辦   |
| 第2回  | 1994年   | 「家庭」         | 62,376   | 未舉辦            | 未舉辦   |
| 第3回  | 1995年   | 「爱」           | 64,382   | "Love"            | 3,910    |
| 第4回  | 1996年   | 「父亲」         | 71,521   | "Dad"             | 2,472    |
| 第5回  | 1997年   | 「对母亲的想法」 | 65,788   | "A Memory of Mon" | 4,125    |
| 第6回  | 1998年   | 「对故乡的想法」 | 51,432   | "My Home Town"    | 5,141    |
| 第7回  | 1999年   | 「给朋友」       | 120,823  | "My Friend"       | 7,481    |
| 第8回  | 2000年   | 「给自己」       | 121,724  | "To Myself"       | 8,751    |
| 第9回  | 2001年   | 「生命」         | 123,988  | "To LIFE"         | 8,823    |
| 第10回 | 2002年   | 「喜怒哀乐」     | 83,513   | 未舉辦            | 未舉辦   |

| 屆次   | 舉辦年度 | 主题                 | 投稿數 |
| ------ | -------- | -------------------- | ------ |
| 第1回  | 2003年   | 和「母親」的往返信件 | 15,732 |
| 第2回  | 2004年   | 和「家庭」的往返信件 | 10,758 |
| 第3回  | 2005年   | 「愛」的往返信件     | 23,579 |
| 第4回  | 2006年   | 和「父親」的往返信件 | 17,386 |
| 第5回  | 2007年   | 「未來」             | 37,723 |
| 第6回  | 2008年   | 「夢」               | 61,283 |
| 第7回  | 2009年   | 「笑」               | 33,843 |
| 第8回  | 2010年   | 「淚」               | 40,424 |
| 第9回  | 2011年   | 「明日」             | 35,127 |
| 第10回 | 2012年   | 「感謝」             | 63,745 |

一筆啟上賞
| 屆次   | 舉辦年度 | 主题                | 投稿數 |
| ------ | -------- | ------------------- | ------ |
| 第21回 | 2013年   | 「不要忘記」        | 41,237 |
| 第22回 | 2014年   | 「花」              | 33,236 |
| 第23回 | 2015年   | 「歌曲」            | 27,657 |
| 第24回 | 2016年   | 「抱歉」            | 44,348 |
| 第25回 | 2017年   | 「母親」            | 38,182 |
| 第26回 | 2018年   | 「老師」            | 39,468 |
| 第27回 | 2019年   | 「春夏秋冬」        | 32,106 |
| 第28回 | 2020年   | 「笑容」            | 52,805 |
| 第29回 | 2021年   | 「心」              | 46,912 |
| 第30回 | 2022年   | 「挑戰・CHALLENGE」 | 39,704 |
| 第31回 | 2023年   | 「時」              |        |